# Albert Richter (Politiker, 1843)
Albert Richter (* 1. November 1843 in Chotzen, Böhmen, Kaisertum Österreich; † 3. März 1897 in Wien) war ein österreichischer Jurist und liberaler Politiker. 1885 bis 1896 war er Abgeordneter zum Wiener Gemeinderat und 1890 bis 1896 Abgeordneter zum niederösterreichischen Landtag. Ab 1891 war er außerdem Zweiter, ab 1892 dann Erster Vizebürgermeister der Stadt Wien.

## Leben
Richter besuchte ein Wiener Gymnasium und das Stiftsgymnasium Melk in Niederösterreich. 1862 bis 1866 studierte er Rechtswissenschaften an der Universität Wien, 1872 promovierte er zum Dr. jur. 1868/69 leistete er seine Gerichtspraxis ab, 1869 trat er als Konzipient (Rechtsanwaltsanwärter) in die Kanzlei des späteren Bürgermeisters Johann Nepomuk Prix ein. 1875 wurde er Hof- und Gerichtsadvokat und machte sich selbständig. 1885 wurde er Disziplinarrat der Wiener Advokatenkammer.
1885 bis 1896 war er Abgeordneter zum Wiener Gemeinderat, wo er Mitglied der damaligen Mehrheitsfraktion, des Liberalen Fortschrittsklubs unter den Bürgermeistern Eduard Uhl und Prix, war. Seine größten Verdienste als Gemeinderatsabgeordneter lagen auf den Gebieten der Stadterweiterung und des Ausbaus der Wasserversorgung. Im niederösterreichischen Landtag war er vom 14. Oktober 1890 bis zum 14. Oktober 1896 Abgeordneter der Städte (Wien I). In der Debatte um die Eingemeindung von Wiener Vororten 1891 war er als zuständiger Referent im Landtag Wortführer der Liberalen und als solcher Gegner Karl Luegers. Im selben Jahr wurde er als Protegé von Bürgermeister Johann Nepomuk Prix zunächst Zweiter, 1892 dann Erster Stellvertreter des Bürgermeisters.
Nach Prix’ überraschendem Tod 1894 und dem schlechten Abschneiden der Liberalen bei der Gemeinderatswahl vom 14. Mai 1895 – bei einer knappen Mehrheit sympathisierten zehn Mitglieder ihrer Fraktion mit den Antisemiten oder galten als unzuverlässig – entwickelte Richter für den neuen Bürgermeister Raimund Grübl eine innerfraktionell umstrittene politische Strategie. Demnach sollten die Mitglieder des Liberalen Klubs geschlossen ihre Ämter in der Stadtverwaltung niederlegen, um Neuwahlen herbeizuführen. Man zweifelte zwar nicht daran, dass die Christlichsozialen noch mehr Stimmen gewinnen würden, rechnete aber darauf, dass deren Führer Karl Lueger die Stadt nicht würde regieren können bzw. versagen würde. Als der Gemeinderat am 14. Mai 1895 zusammentrat, um Richter turnusgemäß als Vizebürgermeister zu bestätigen, lehnte dieser die Wahl deshalb umgehend ab. Im zweiten Wahlgang wurde Lueger mit der Hilfe liberaler Abweichler gewählt und trat sein Amt an. Grübl trat noch am selben Tag zurück. Am 29. Mai wurde Lueger zum Ersten Bürgermeister gewählt, nahm die Wahl aber nicht an, so dass Statthalter Erich Kielmansegg den Gemeinderat auflöste und den Beamten Hans von Friebeis zum kommissarischen Leiter der Stadtverwaltung ernannte.
Der Wahlkampf, der bis zu den Neuwahlen Ende September 1895 in Wien geführt wurde, war ausgesprochen hart und schmutzig. Richter, der sich von seiner Fraktion zum Spitzenkandidaten hatte wählen lassen, wurde besonders hart angegangen. Die antisemitische Propaganda zielte vor allem darauf ab, dass er mit einer Jüdin verheiratet und außerdem konfessionslos war. Kielmansegg und Ministerpräsident Windisch-Grätz ließen außerdem durchblicken, dass Richter durch seine Konfessionslosigkeit auch keine Chance haben würde, vom Kaiser als Bürgermeister im Amt bestätigt zu werden. Dass Richter wieder in die katholische Kirche eintrat, eröffnete der Opposition nur neue Angriffsflächen. Richter trat schließlich von der Kandidatur zurück. Bürgermeister wurde letztlich der Christlichsoziale Josef Strobach, dem nach nur einem Jahr Lueger folgte. Die über vier Jahrzehnte dauernde Ära der liberalen Wiener Bürgermeister war damit vorbei.